# Miyako-jima
Miyako-jima (宮古島 Miyako-jima?), este o insulă japoneză cu o suprafață de 159 km². Administrativ, insula face parte din municipiul Miyakojima (în prefectura Okinawa), care cuprinde încă cinci insule populate.